# Targa (herbicid)
Targa je komerční název pro směs látek používanou jako selektivní systémový herbicid, vyráběný firmou Nissan Chemical Ind. Ltd. Používá se k hubení jednoděložných plevelů a náletových dřevin. Účinnou látkou je chizalofop-p-ethyl (ethyl-(2R)-2-{4-[(6-chlorchinoxalin-2-yl)oxy]fenoxy}propanoát). Targa je listový herbicid. Je aplikován postřikem na nadzemní části rostliny a absorbován tkáněmi. Patří mezi postemergentní herbicidy a systémové herbicidy. Herbicid Targa je obvykle používán jako selektivní herbicid. Směs je žlutá olejovitá látka mísitelná s vodou. Přípravek nesmí zmrznout,  dešťové srážky do dvou hodin po aplikaci snižují herbicidní účinek přípravku.

## Obsahové látky
Ve směsi označené Targa Super 5 EC je obsaženo 50 gramů látky chizalofop-p-ethyl (quizalofop-p-ethyl) na litr tekutiny, tedy 5% a solventní nafta.
Ve směsi označené Targa 10 EC je obsaženo 100 gramů látky chizalofop-p-ethyl na litr tekutiny, deriváty xylenu v množství 81.7 % a nonionické sufraktanty v množství 7%.

## Použití
Je doporučen pro použití v cukrovce a krmné řepě, bramborách, slunečnici, v hrachu, fazolích, čočce, brukvovité zelenině, cibuli, česneku, rajčatech, paprice, révě vinné, ovocných sadech, školkách, lesních kulturách atd. Přípravek je zakázáno používat v II. pásmu ochrany vod. Přípravek se aplikuje v množství 200-400 l/ha.  Přípravek nepůsobí fytotoxicky na žádné běžně pěstované lesní dřeviny v průběhu celého vegetačního i mimovegetačního období.
Spektrum účinnosti
Směs je účinná zejména vůči jednoletým trávovitým plevelům. Působí i vůči běžně se vyskytujícím vytrvalým jednoděložným plevelným druhům vyjma některých druhů lipnic, dále pak ostřice a sítiny. Směs Targa není třeba dále mísit se smáčedly.
Dávkování Targa Super 5EC 

- len (jednoleté trávy) 10 - 15 ml / 4 - 6 l vody / 100 m² (výška lnu do 25 cm)
- len (pýr plazivý) 20 - 25 ml / 4 - 6 l vody / 100 m²
- brambory (jednoleté trávy) 10 - 15 ml / 4 - 6 l vody / 100 m²
- brambory (pýr plazivý) 20 - 25 ml / 4 - 6 l vody / 100 m²
- brukvovitá zelenina (jednoleté trávy) 10 - 15 ml / 4 - 6 l vody / 100 m²
- cibule, česnek (jednoleté trávy) 10 - 15 ml / 4 - 6 l vody / 100 m²
- cibule, česnek (pýr plazivý) 20 - 25 ml / 4 - 6 l vody / 100 m²
- rajčata, paprika (jednoleté trávy) 10 - 15 ml / 4 - 6 l vody / 100 m²
- rajčata, paprika (pýr plazivý) 20 - 25 ml / 4 - 6 l vody / 100 m²
- slunečnice (jednoleté trávy) 10 - 15 ml / 4 - 6 l vody / 100 m²
- slunečnice (pýr plazivý) 20 - 25 ml / 4 - 6 l vody / 100 m²
- víceleté jeteloviny (jednoleté trávy) 10 - 15 ml / 4-6 l vody / 100 m²
- víceleté jeteloviny (pýr plazivý) 20 - 25 ml / 4 - 6 l vody / 100 m²
- réva vinná (jednoleté trávy) 10 - 15 ml / 4 - 6 l vody / 100 m²
- réva vinná (pýr plazivý) 25 - 30 ml / 4 - 6 l vody / 100 m²
- ovocné sady (jednoleté trávy) 10 - 15 ml / 4 - 6 l vody / 100 m²
- ovocné sady (pýr plazivý) 30 - 40 ml / 4 - 6 l vody / 100 m²
- kostřava červená (trávovité plevele) 10 ml / 4 - 6 l vody / 100 m²

## Ochrana
Oděv s rukávy, pryžové rukavice, ochranné brýle s postranními kryty nebo štít, pryžová obuv, čepice se štítkem nebo klobouk. Prázdné nádoby po skladované látce je nutno považovat za nebezpečný odpad. Směs dráždí kůži, může způsobit poškození plic.

## Toxicita
Některé z obsažených látek jsou lidskému zdraví škodlivé nebo dráždivé. Podle hodnocení LD50, je účinná látka quizalofop toxická při orálním příjmu nad dávku 1210 mg látky/kg váhy,  Herbicid je toxický pro včely a vodní organismy, může vyvolat dlouhodobé nepříznivé účinky ve vodním prostředí.